# Нови Русков
Нови Русков (словац. Nový Ruskov) — село в окрузі Требішов Кошицького краю Словаччини. Площа села 11 км². Станом на 31 грудня 2016 року в селі проживало 656 жителів.

## Географія
Протікає канал Дреньовець.

## Історія
Перші згадки про село датуються 1214 роком.

## Населення
| Рік:            | 1994. | 2004.   | 2014.   | 2024.   |
| --------------- | ----- | ------- | ------- | ------- |
| Кількість осіб: | 659   | 637     | 642     | 695     |
| Різниця:        |       | -3,33 % | +0,78 % | +8,25 % |

| Рік:            | 2023. | 2024.   |
| --------------- | ----- | ------- |
| Кількість осіб: | 683   | 695     |
| Різниця:        |       | +1,75 % |